# Стадио Корнаредо
Стадио Корнаредо — многофункциональная спортивная арена, расположенная в городе Лугано, Швейцария. В основном используется для проведения футбольных матчей, является домашней ареной для команды АС Лугано. Арена была построена в 1951 году. Вмещает 15 000 человек. Во время Чемпионата мира по футболу 1954 года, стадион принимал одну игру.
Весной 2008 года политические деятели Лугано анонсировали план обновления стадиона для удовлетворения требованиям Федерации футбола Швейцарии для стадионов Супер Лиги. Новый стадион должны будут построить в 2011 году.